# DB Regio AG, Region NRW
Die Region NRW (DB Regio NRW) ist eine der sieben Regionen im Ressort Schiene der DB Regio AG. In diesem Geschäftsbereich erbringt DB Regio als Eisenbahnverkehrsunternehmen Verkehrsleistungen im Schienenpersonennahverkehr in Nordrhein-Westfalen. DB Regio ist eine hundertprozentige Tochtergesellschaft der Deutschen Bahn AG.
Bis September 2012 war die DB Regio NRW GmbH eine eigenständige Tochtergesellschaft der DB Regio AG mit Sitz in Düsseldorf.

## Organisation

Altes Logo der DB Regio AG, Region NRW

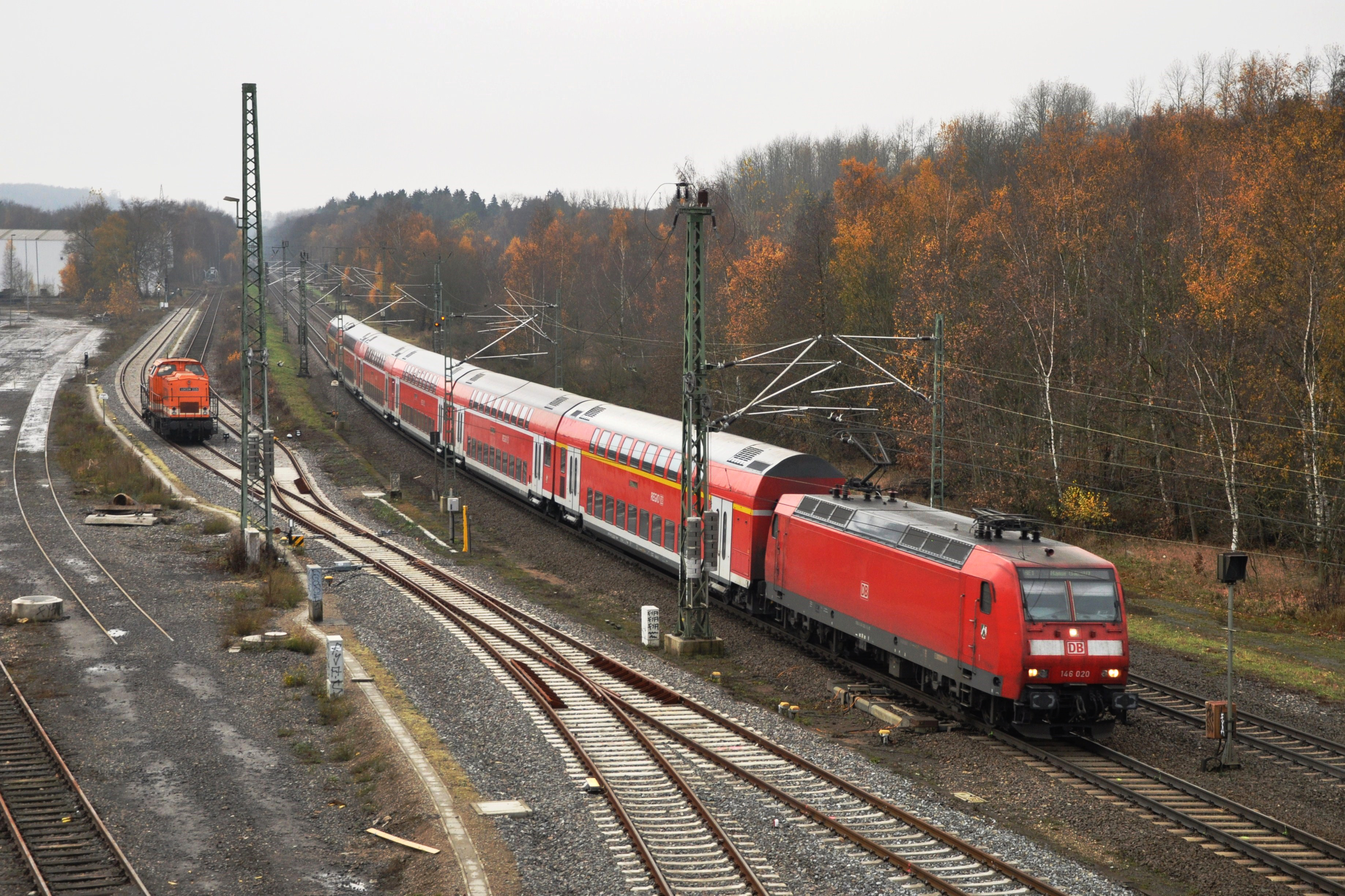
NRW-Express, bis 2020 betrieben von DB Regio AG, Region NRW

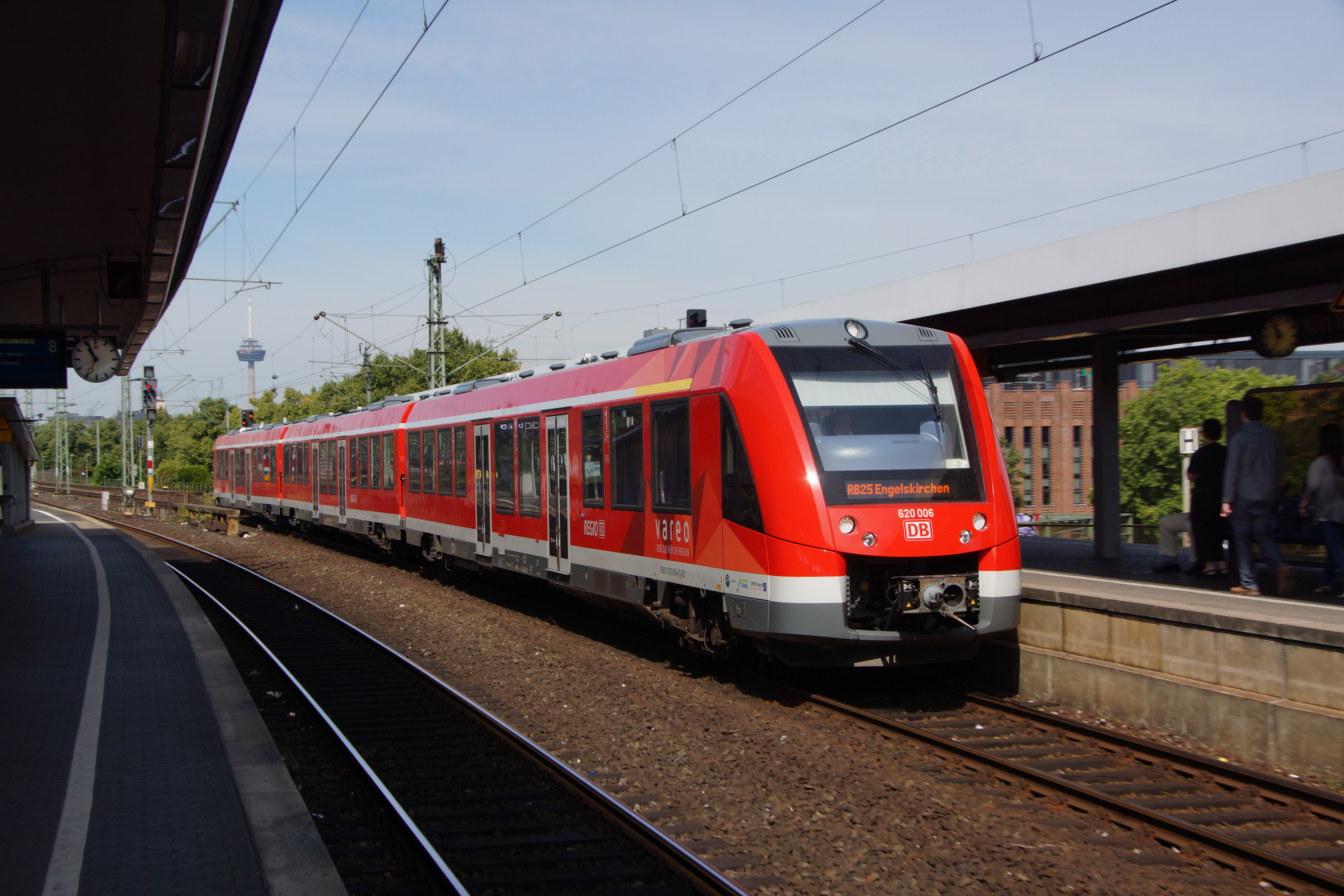
Oberbergische Bahn des Kölner Dieselnetzes. Betrieben von DB Regio NRW, unter dem Markennamen „Vareo“

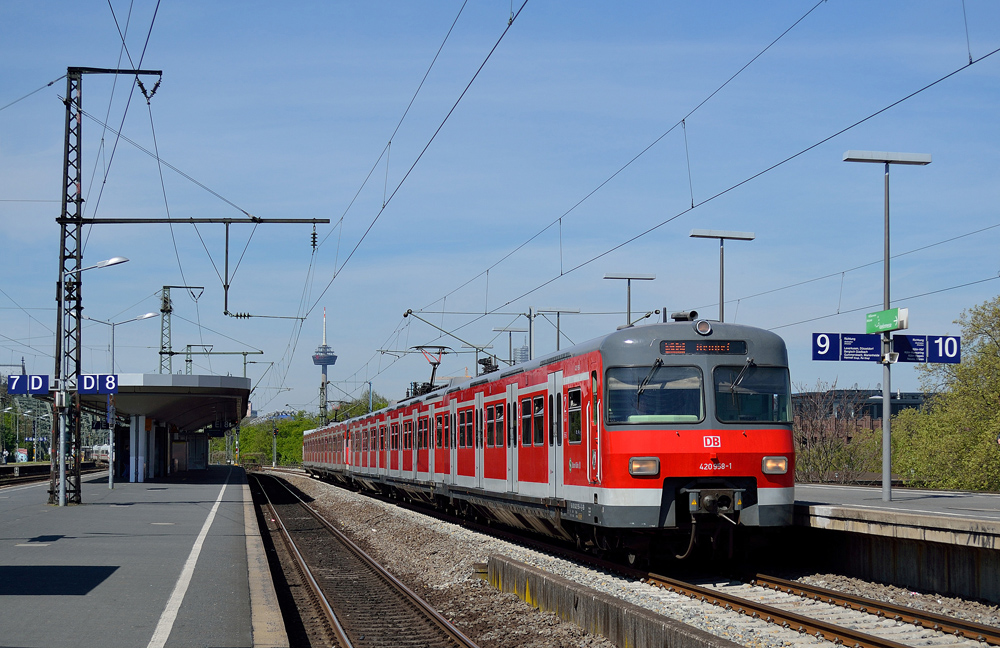
Ein Triebwagen der Baureihe 420 der S-Bahn Köln als S12 im Bahnhof Köln Messe/Deutz (Mai 2016)

Die DB Regio NRW erbringt im Auftrag der als Aufgabenträger des Schienenpersonennahverkehrs (SPNV) fungierenden Zweckverbände Verkehrsverbund Rhein-Ruhr (VRR), Nahverkehr Westfalen-Lippe (NWL) und go.Rheinland (NVR) in Nordrhein-Westfalen Eisenbahnverkehrsleistungen.
Auf den Strecken des Kölner Dieselnetzes verkehrt die DB Regio NRW unter dem Markennamen „vareo“.
DB Regio NRW betreibt die Mehrzahl der SPNV-Linien in NRW. Während in Ostwestfalen, Südwestfalen und im Münsterland viele Ausschreibungen an private Bahngesellschaften gingen, konnte sich DB Regio NRW im Rheinland durch langjährige Verkehrsverträge mit den Aufgabenträgern, insbesondere dem Verkehrsverbund Rhein-Ruhr, eine nach wie vor marktbeherrschende Stellung sichern. Durch die Strecken in der Eifel und im Ahrtal reicht das Gebiet der DB Regio NRW bis nach Rheinland-Pfalz.
Im Rahmen einer Notvergabe übernahm DB Regio NRW im Netz S-Bahn Rhein-Ruhr und im Ruhr-Sieg-Netz zum 1. Februar 2022 mehrere Linien der insolventen Abellio Rail NRW.

## Geschichte
Bis 2004 trat die DB Regio NRW GmbH nur als Holding für die eigenständigen Bahngesellschaften DB Regionalbahn Rheinland GmbH, DB Regionalbahn Rhein-Ruhr GmbH und DB Regionalbahn Westfalen GmbH auf, nach deren Verschmelzung mit Wirkung ab dem 1. Januar 2004 blieben diese Geschäftsbereiche innerhalb der DB Regio NRW GmbH, die eine eigenständige Tochtergesellschaft der DB Regio AG mit Sitz in Düsseldorf war.
Die DB Regio NRW bekam ab 2004 eine nach Ausschreibung verlorene Linie zurück. Die Volmetalbahn wurde ab 1999 von der Dortmund-Märkischen Eisenbahn betrieben. Seit 2004 wird die Linie nach erneuter Ausschreibung wieder von DB Regio NRW betrieben.
Zum 1. April 2004 führte die DB Regio NRW ein völliges Rauchverbot in ihren Zügen ein.

### Rechtsstreit mit dem VRR
Im Geschäftsjahr 2007 erzielte DB Regio NRW einen Gewinn von 85 Millionen Euro, obwohl der VRR wegen fortgesetzter Schlechtleistung Zahlungen in Millionenhöhe zurückhielt. Der Streit mit dem VRR führte am 12. Juni 2008 zur fristlosen Kündigung des Verkehrsvertrags des VRR mit DB Regio NRW. Unmittelbarer Anlass war die vertraglich vereinbarte Präsenz von Sicherheitspersonal in den Zügen: Während DB Regio NRW angab, wie vereinbart 90 Prozent aller Züge nach 19 Uhr mit Sicherheitspersonal besetzt zu haben, ergaben mehrmonatige Stichproben des VRR eine Quote von 17 Prozent mit fallender Tendenz.
Der VRR kündigte an, die gegenwärtige von DB Regio NRW gefahrenen Zugleistungen schnellstmöglich auszuschreiben und die Verkehre bis dahin der DB Regio NRW durch einen Verwaltungsakt aufzuerlegen. Am 19. Dezember 2008 urteilte das Verwaltungsgericht Gelsenkirchen, dass die Kündigung des Verkehrsvertrages durch den VRR unwirksam war. Die DB Regio NRW ihrerseits beantragte die Zwangsvollstreckung des in Frage stehenden Betrages von 112 Millionen Euro, wobei auf dem entsprechenden Sperrkonto des VRR jedoch 35 Millionen Euro fehlten. Die Fehlsumme müsste gegebenenfalls von den Trägern des VRR, den Kreisen und kreisfreien Städten, aufgebracht werden.
Unter Vermittlung des damaligen Landesverkehrsministers Oliver Wittke (CDU) wurde eine Kompromisslösung ausgearbeitet. Diese wurde aber von Abellio erfolgreich angefochten. Sowohl die Vergabekammer der Bezirksregierung Münster als auch das Oberlandesgericht Düsseldorf halten diesen Vertrag für rechtswidrig. Da das Oberlandesgericht Brandenburg im Jahr 2003 in einem ähnlichen Fall ein anderslautendes Urteil gefällt hatte, musste nun der Bundesgerichtshof eine juristische Wertung vornehmen.
Dieser erklärte den Vertrag am 8. Februar 2011 vollumfänglich für nichtig. Trotz der in der Schwebe hängenden vertraglichen Einigung führten VRR und DB Regio NRW das neue Fahrplankonzept auf den RE-Linien (Mehr Takt. Mehr Platz. Mehr Zug.) im Dezember 2010 ein.

### Strukturänderungen
2008 gründete das Unternehmen mit der DB Regio Rheinland GmbH für den Rhein-Sieg-Express eine Tochtergesellschaft aus. Nach Gewinn der Ausschreibung sollten rund 180 Mitarbeiter von DB Regio NRW zu der nicht an den Tarifvertrag des Konzerns gebundenen Tochter wechseln und dort laut einem Pressebericht rund ein Fünftel weniger Lohn erhalten. Nach Protestaktionen wurde das Unternehmen im August 2011 rückwirkend auf die Schwestergesellschaft DB Regio NRW GmbH verschmolzen. Auch die 2009 als weitere Tochtergesellschaft gegründete DB Regio Westfalen GmbH wurde 2011 rückwirkend zum Jahresanfang wieder auf die DB Regio NRW GmbH verschmolzen.
Die operative Durchführung der Leistungen wurde 2010 Verkehrsbetrieben übertragen: Rheinland, Express-Netz NRW, S-Bahn Rhein-Ruhr sowie Westfälische Regionallinien sorgten seitdem für die Verkehrsdurchführung. Die Regionalleitung mit Sitz in Düsseldorf übernahm die Funktion einer übergeordneten Führungs- und Serviceebene für die Region NRW.
Mit Wirkung am 1. Januar 2012 wurde die DB Regio NRW GmbH auf ihre Muttergesellschaft DB Regio AG verschmolzen. Der Geschäftsbetrieb wird seitdem von der DB Regio AG unter der Bezeichnung Region NRW geführt.
Zum 1. Januar 2017 wurden die Verkehrsbetriebe Rheinland, Express-Netz NRW, S-Bahn Rhein-Ruhr sowie Westfälische Regionallinien aufgelöst und zur DB Regio NRW zusammengeführt.
Im Zuge einer zentralen Strukturänderung wurden Ende 2021 die Instandhaltungswerke und Außenreinigungsanlagen der Regionen NRW und Nord zum neuen Werkeverbund Nordwest zusammengefasst und direkt der Zentrale der Regio AG unterstellt. Ebenso entstand das Kompetenzcenter Qualifizierung Fahrpersonal Nordwest aus den Ausbildungsgruppen dieser Regionen.

### Investitionen

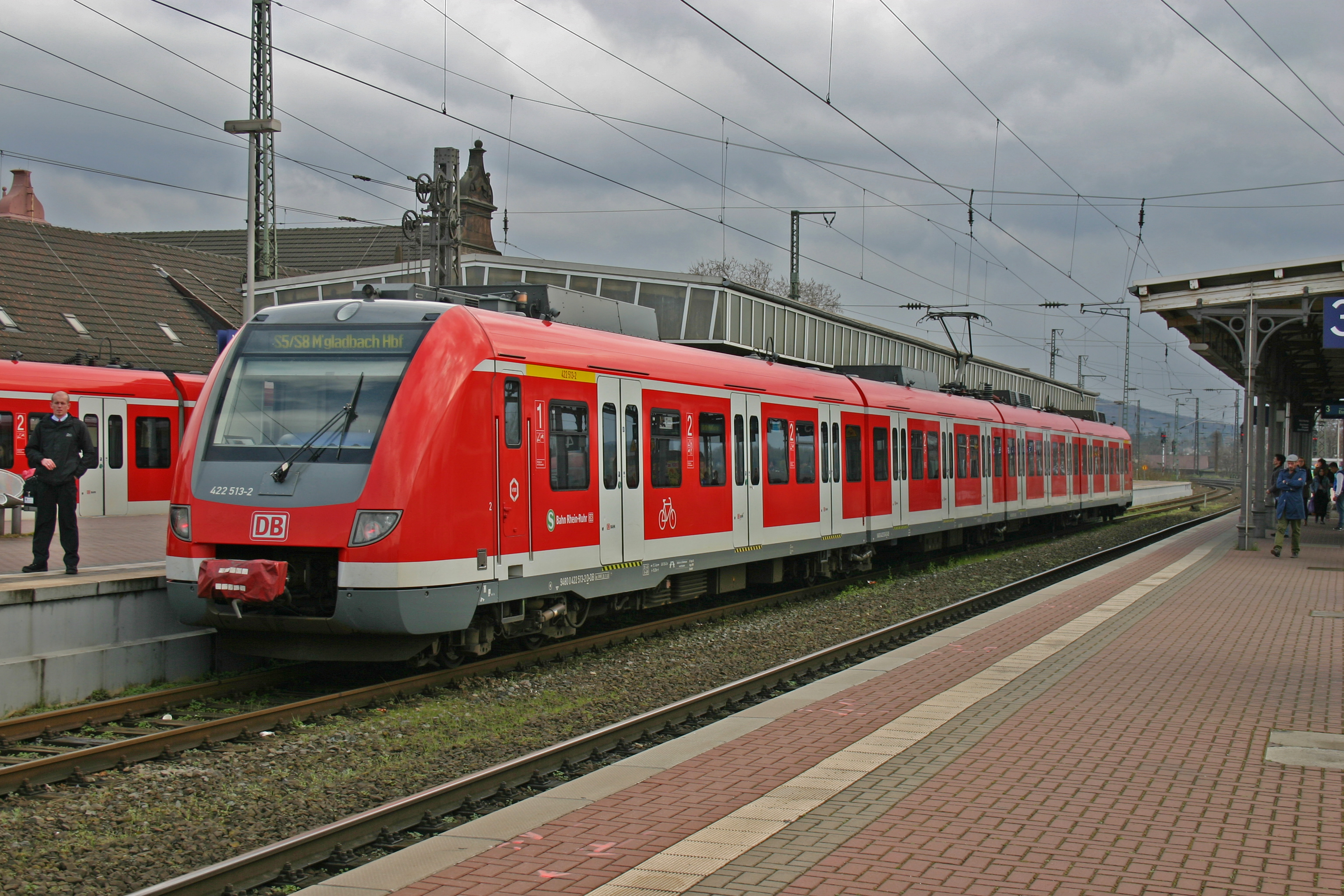
DB-Baureihe 422 in Witten im Jahr 2014

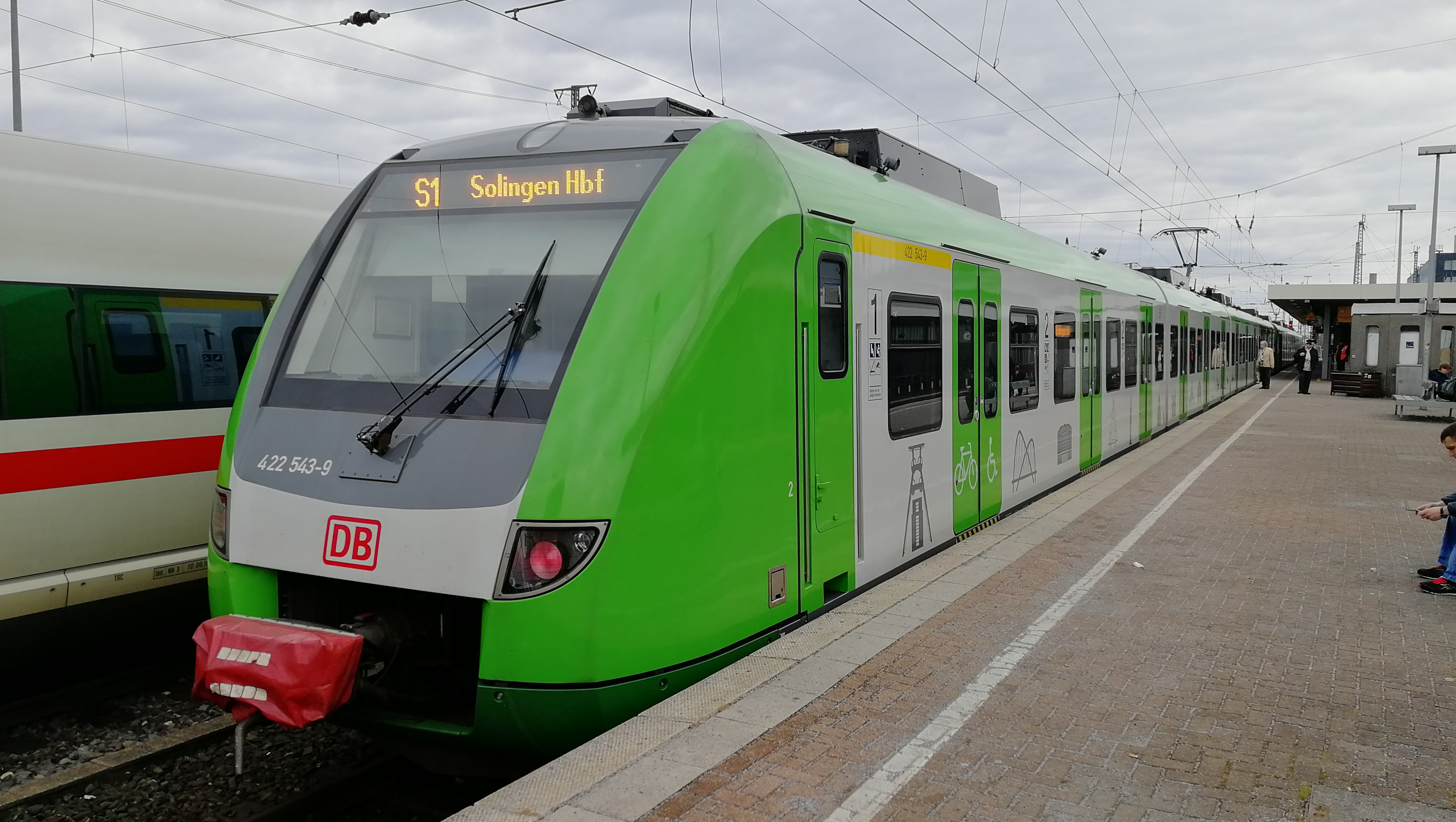
S-Bahn-Zug der Baureihe 422 im neuen unternehmensneutralen VRR-Design in Dortmund Hbf

Für die S-Bahn Rhein-Ruhr beschaffte die DB Regio NRW 84 Fahrzeuge der DB-Baureihe ET 422. Der Einsatz dieser Fahrzeuge (Inbetriebnahme zum 13. Dezember 2009) verbunden mit einem optimierten Fahrplankonzept führten zu deutlichen Qualitätsverbesserungen.
Die Pünktlichkeit der neuen Triebzüge betrug 2010 rund 95 Prozent. Auf den Linien, die noch mit lokbespannten Zügen bedient werden, lag sie bei 93 Prozent. Auf der Linie S 1 (Dortmund – Essen – Duisburg – Düsseldorf – Solingen) waren 2010 rund 11½ Prozent mehr Reisende unterwegs als zwei Jahre zuvor.
Zum Inbetriebnahmedatum 15. Dezember 2013 wurden für das Kölner Dieselnetz 18 LINT 54 (BR 622) und 38 LINT 81 (BR 620) beschafft. Es folgten 25 Elektro-Triebzüge der Baureihe 1440 für die Linien S 5/S 8 (Inbetriebnahme jeweils zum 14. Dezember 2014) sowie 16 fünfteilige ET 1440 und 10 dreiteilige ET 1440 für die Linien RB 33/RE 8 (Inbetriebnahme zum 15. Dezember 2019).

## Fahrzeuge
| Baureihe  | Anzahl | Bemerkungen                                                             | Linien                                           | Bild                                                 |
| --------- | ------ | ----------------------------------------------------------------------- | ------------------------------------------------ | ---------------------------------------------------- |
| 111       |        | nicht mehr im Regelbetrieb                                              |                                                  |                                                      |
| 146       | 17     |                                                                         | RE 2, RE 9, RE 42                                |                                                      |
| 422       | 84     |                                                                         | S 1, S 4, S 5, S 6, S 68                         | DB 422 543 S-Bahn Rhein-Ruhr Dortmund Hbf 1803110945 |
| 423       | 63     |                                                                         | S 6, S 11, S 12, S 19                            |                                                      |
| 424       | 24     | von DB Regio Nord übernommen und modernisiert                           | S 11, S 12, S 68                                 |                                                      |
| 425       | 19     |                                                                         | RB 27                                            |                                                      |
| 442       | 10     |                                                                         | RE 9                                             |                                                      |
| 1428      | 14     |                                                                         | RE 42                                            |                                                      |
| 1440      | 54     |                                                                         | RE 8, RB 33, S 5, S 8                            |                                                      |
| 3427/3429 | 31     | vermietet an DB Regio durch den VRR                                     | RB 32, RE 34, RB 40, RE 41, RE 49, S 2, S 3, S 9 |                                                      |
| 620       | 49     | teilweise Umbau aus 622                                                 | RE 12, RE 22, RB 24, RB 25, RB 30, RB 38, S 23   |                                                      |
| 622       | 9      |                                                                         | RE 22, RB 24, RB 25, RB 39, S 23                 |                                                      |
| 632       | 20     |                                                                         | RE 17, RB 43, RB 52, RB 53, RB 54, RE 57         |                                                      |
| 633       | 16     |                                                                         | RE 17, RB 43, RB 52, RB 53, RB 54, RE 57         |                                                      |
| 643       | 34     |                                                                         | RB 43, RB 51, RB 63, RB 64                       |                                                      |
| 643.2     | 24     |                                                                         | RB 20                                            |                                                      |
| 644       | 40     | auf RB 64 Mischbetrieb mit BR 643, gelegentlich auch Einsätze auf RB 63 | RB 43, RB 64, RE 82                              |                                                      |
| 648       | 10     |                                                                         | RB 52                                            |                                                      |

## Liniennetz

### Aktueller Betrieb
Quellen: 
| Linie      | Name                        | KBS               | Zuglauf | Netz                            | Vertragslaufzeit                |
| ---------- | --------------------------- | ----------------- | --- | ------------------------------- | ------------------------------- |
| RE 2       | Rhein-Haard-Express         | 425               | Osnabrück – Münster – Recklinghausen – Essen – Duisburg – Düsseldorf                                                   | Haard-Achse                     | 2014–2029                       |
| RE 8       | Rhein-Erft-Express          | 465               | Mönchengladbach – Köln – Bad Honnef – Koblenz                                                                          |                                 | 2019–2034                       |
| RE 9       | Rhein-Sieg-Express          | 460, 480          | Aachen – Düren – Köln – Au – Siegen                                                                                    |                                 | 2010–2025                       |
| RE 12      | Eifel-Mosel-Express         | 474               | Köln Messe/Deutz – Euskirchen – Trier                                                                                  | vareo                           | 2013–2033                       |
| RE 17      | Sauerland-Express           | 430, 435          | Hagen – Arnsberg – Brilon – Warburg                                                                                    | Sauerland                       | 2016–2028                       |
| RB 20      | die euregiobahn             | 482               | Stolberg Hbf – Alsdorf – Aachen – Stolberg Hbf – Zugteil 1: – Eschweiler West – Düren / Zugteil 2: – Stolberg-Altstadt |                                 | 2021–2025                       |
| RE 22RB 22 | Eifel-Express               | 474               | Köln Messe/Deutz – Euskirchen – Gerolstein – Trier                                                                     | vareo                           | 2013–2033                       |
| S 23       | Voreifelbahn                | 475               | Bonn – Euskirchen – Bad Münstereifel                                                                                   | vareo / S-Bahn Köln             | 2013–2033                       |
| RB 24      | Eifelbahn                   | 474               | Köln Messe/Deutz – Erftstadt – Euskirchen – Kall – Gerolstein                                                          | vareo                           | 2013–2033                       |
| RB 25      | Oberbergische Bahn          | 459               | Köln – Gummersbach – Lüdenscheid                                                                                       | vareo                           | 2013–2033                       |
| RB 27      | Rhein-Erft-Bahn             | 465               | Mönchengladbach – Köln – Köln/Bonn Flughafen – Bad Honnef – Koblenz                                                    |                                 | 2019–2026                       |
| RB 30      | Rhein-Ahr-Bahn              | 470, 477          | Bonn – Bad Neuenahr – Ahrweiler – Ahrbrück                                                                             | vareo                           | 2013–2033                       |
| RB 32      | Rhein-Emscher-Bahn          | 416               | Dortmund – Wanne-Eickel – Gelsenkirchen – Essen-Altenessen – Oberhausen – Duisburg                                     | S-Bahn Rhein-Ruhr               | 2022–2024                       |
| RB 33      | Rhein-Niers-Bahn            | 485               | Aachen – Lindern – Zugteil 1: – Mönchengladbach – Krefeld – Duisburg – Essen-Steele / Zugteil 2: – Heinsberg           |                                 | 2019–2034                       |
| RE 34      | Dortmund-Siegerland-Express | 427, 440, 445     | Dortmund – Witten – Iserlohn-Letmathe – Finnentrop – Siegen                                                            |                                 | 2023–2026                       |
| RB 38      | Erftbahn                    | 481               | Bedburg – Horrem – Köln Messe/Deutz                                                                                    | vareo                           | 2013–2033                       |
| RB 39      | Ahrtalbahn                  | 477               | Remagen – Dernau | vareo                           | 2013–2033                       |
| RB 40      | Ruhr-Lenne-Bahn             | 415, 427          | Essen – Bochum – Hagen                                                                                                 | S-Bahn Rhein-Ruhr               | 2022–2024                       |
| RE 41      | Vest-Ruhr-Express           | 425, 428          | Bochum – Recklinghausen – Haltern                                                                                      | S-Bahn Rhein-Ruhr               | 2024–2026                       |
| RE 42      | Niers-Haard-Express         | 425, 485          | Münster – Recklinghausen – Essen – Duisburg – Krefeld – Mönchengladbach                                                | Haard-Achse                     | 2014–2029                       |
| RB 43      | Emschertal-Bahn             | 426               | Dortmund – Wanne-Eickel – Dorsten                                                                                      | Sauerland                       | 2016–2028                       |
| RE 49      | Wupper-Lippe-Express        | 420, 450.3, 450.9 | Wesel – Oberhausen – Essen – Wuppertal                                                                                 | S-Bahn Rhein-Ruhr               | 2022–2024                       |
| RB 51      | Westmünsterland-Bahn        | 412               | Dortmund – Lünen – Lüdinghausen – Coesfeld – Gronau – Enschede                                                         | westliches Münsterland          | 2011–2026                       |
| RB 52      | Volmetal-Bahn               | 434               | Dortmund – Hagen – Rummenohl – Lüdenscheid                                                                             | Sauerland                       | 2016–2028                       |
| RB 53      | Ardey-Bahn                  | 433               | Dortmund – Schwerte – Iserlohn                                                                                         | Sauerland                       | 2016–2028                       |
| RB 54      | Hönnetal-Bahn               | 437               | Unna – Menden – Neuenrade                                                                                              | Sauerland                       | 2016–2028                       |
| RE 57      | Dortmund-Sauerland-Express  | 435, 438          | Dortmund – Arnsberg – Bestwig – Zugteil 1: – Bigge – Winterberg / Zugteil 2: – Olsberg – Brilon Stadt                  | Sauerland                       | 2016–2028                       |
| RB 63      | Baumberge-Bahn              | 408               | Münster – Havixbeck – Billerbeck – Coesfeld                                                                            | westliches Münsterland          | 2011–2026                       |
| RB 64      | Euregio-Bahn                | 407               | Münster – Steinfurt – Gronau – Enschede                                                                                | westliches Münsterland          | 2011–2026                       |
| RE 82      | Der Leineweber              | 404, 405          | Bielefeld – Lage (Lippe) – Detmold – Altenbeken                                                                        |                                 | als Subunternehmer der eurobahn |
| S 1        |                             | 450.1             | Dortmund – Bochum – Essen – Duisburg – Düsseldorf – Hilden – Solingen                                                  | S-Bahn Rhein-Ruhr               | 2021–2031                       |
| S 2        |                             | 450.2             | Dortmund – Castrop-Rauxel Hbf – Herne – Recklinghausen / – Wanne-Eickel – Gelsenkirchen – Essen                        | S-Bahn Rhein-Ruhr               | 2023–2028                       |
| S 3        |                             | 450.3             | Oberhausen – Mülheim – Essen – Bochum-Dahlhausen – Hattingen                                                           | S-Bahn Rhein-Ruhr               | 2023–2028                       |
| S 4        |                             | 450.4             | Unna – Unna-Königsborn – Dortmund-Dorstfeld – Dortmund-Lütgendortmund                                                  | S-Bahn Rhein-Ruhr               | 2021–2031                       |
| S 5        |                             | 450.5             | Dortmund – Witten – Wetter – Hagen                                                                                     | S-Bahn Rhein-Ruhr               | 2014–2029                       |
| S 6        |                             | 450.6             | Essen – Ratingen Ost – Düsseldorf – Langenfeld – Leverkusen – Köln – Köln-Nippes – Köln-Worringen                      | S-Bahn Rhein-Ruhr / S-Bahn Köln | 2023–2032                       |
| S 8        |                             | 450.8             | Hagen – Gevelsberg – Schwelm – Wuppertal – Erkrath – Düsseldorf – Neuss – Korschenbroich – Mönchengladbach             | S-Bahn Rhein-Ruhr               | 2014–2029                       |
| S 9        |                             | 450.9             | Haltern am See – / Recklinghausen Hbf – Gladbeck West – Bottrop – Essen – Wuppertal – Gevelsberg – Hagen               | S-Bahn Rhein-Ruhr               | 2023–2028                       |
| S 11       |                             | 450.11            | Düsseldorf Flughafen Terminal – Düsseldorf – Neuss – Dormagen – Köln – Bergisch Gladbach                               | S-Bahn Rhein-Ruhr / S-Bahn Köln | 2023–2032                       |
| S 12       |                             | 450.12            | (Horrem –) Köln – Troisdorf – Siegburg – Hennef – Eitorf – Au                                                          | S-Bahn Köln                     | 2023–2032                       |
| S 19       |                             | 450.19            | Düren – Horrem – Köln Hansaring – Köln/Bonn Flughafen – Troisdorf – Hennef – Blankenberg – Au                          | S-Bahn Köln                     | 2023–2032                       |
| S 68       |                             | 450.68            | Wuppertal-Vohwinkel – Düsseldorf – Langenfeld                                                                          | S-Bahn Rhein-Ruhr               | 2023–2032                       |

### Zukünftiger Betrieb
| Linie | Name                        | KBS | Zuglauf                                                    | Netz                    | Vertragslaufzeit |
| ----- | --------------------------- | --- | ---------------------------------------------------------- | ----------------------- | ---------------- |
| RB 31 | Der Niederrheiner           | 498 | Duisburg – Rheinhausen – Moers – Xanten                    | Niederrhein-Münsterland | 2027–2040        |
| RB 36 | Ruhrort-Bahn                | 447 | Oberhausen – Duisburg-Meiderich – Duisburg-Ruhrort         | Niederrhein-Münsterland | 2027–2040        |
| RE 44 | Fossa-Emscher-Express       | 424 | Moers – Duisburg – Oberhausen – Bottrop                    | Niederrhein-Münsterland | 2027–2040        |
| RB 46 | Glückauf-Bahn               | 428 | Bochum – Wanne-Eickel – Gelsenkirchen                      | Niederrhein-Münsterland | 2025–2040        |
| RE 14 | Emscher-Münsterland-Express | 498 | Essen – Bottrop – Gladbeck – Dorsten – Borken / – Coesfeld | Niederrhein-Münsterland | 2029–2040        |